# Algemene verkiezingen in Zambia (1973)
| Stemverhoudingen in % |
| --------------------- |
|                       |

De algemene verkiezingen in Zambia van 1973 behelsden de verkiezing van een president en de Nationale Vergadering. Men weet de dramatisch lage opkomst aan het feit dat de verkiezingen plaats hadden in de regentijd (in die tijd van het jaar zijn de boeren erg druk bezig met hun land.)

## Presidentsverkiezingen
De presidentsverkiezingen vonden plaats op basis van een referendum waarin de bevolking voor dan wel tegen de zittende president, Kenneth Kaunda, kon uitspreken.
| Kandidaat                         | Kandidaat                         | Partij                             | Stemmen   | %     |
| --------------------------------- | --------------------------------- | ---------------------------------- | --------- | ----- |
|                                   | Kenneth D. Kaunda                 | United National Independence Party | 581.245   | 88,83 |
| Tegen                             | Tegen                             | Tegen                              | 73.115    | 11,17 |
| Ongeldige stemmen/ blanco stemmen | Ongeldige stemmen/ blanco stemmen | Ongeldige stemmen/ blanco stemmen  | 34.326    | 4,98  |
| Totaal                            | Totaal                            | Totaal                             | 654.360   | 100   |
| Geregistreerde kiezers/ opkomst   | Geregistreerde kiezers/ opkomst   | Geregistreerde kiezers/ opkomst    | 1.746.107 | 39,44 |
| Bron: AED                         |                                   |                                    |           |       |

## Parlementsverkiezingen
De parlementsverkiezingen vonden plaats op basis van een eenpartijstelsel met meerdere kandidaten per kiesdistrict. Bij de voorverkiezingen bleven er in de meeste districten drie kandidaten over. Bij de beslissende ronde werd de kandidaat met de meeste stemmen in de Nationale Vergadering gekozen. Veertien bewindspersonen verloren op basis van dit systeem hun zetel in het parlement en moesten als gevolg hiervan ook hun ministersposten prijsgeven.  Harry Nkumbula, in 1968 nog de tegenstrever van Kaunda bij de presidentsverkiezingen van dat jaar, had zich inmiddels bij de regeringspartij aangesloten en werd namens het kiesdistrict Bwenga in het parlement gekozen.   Onder de benoemde leden (11) bevond zich ook de voorzitter (Speaker).

### Nationale Vergadering
| Partij                          | Partij                             | Zetels    | %      |
| ------------------------------- | ---------------------------------- | --------- | ------ |
|                                 | United National Independence Party | 125       | 100    |
| Benoemingen                     | Benoemingen                        | 11        |        |
| Totaal                          | Totaal                             | 136       | 100    |
| Geregistreerde kiezers/ opkomst | Geregistreerde kiezers/ opkomst    | 1.746.107 | 33,42% |
| Bron: AED                       |                                    |           |        |

Presidentsverkiezingen: 1968 · 1973 · 1978 · 1983 · 1988 · 1991 · 1996 · 2001 · 2006 · 2008 · 2011 · 2015 · 2016 · 2021

Parlementsverkiezingen: 1968 · 1973 · 1978 · 1983 · 1988 · 1991 · 1996 · 2001 · 2006 · 2011 · 2016 · 2021

Referenda: 1969 · 2016